# Marollette
Marollette is een gemeente in het Franse departement Sarthe (regio Pays de la Loire) en telt 117 inwoners (2004). De plaats maakt deel uit van het arrondissement Mamers.

## Geografie
De oppervlakte van Marollette bedraagt 5,7 km², de bevolkingsdichtheid is 20,5 inwoners per km².
De onderstaande kaart toont de ligging van Marollette met de belangrijkste infrastructuur en aangrenzende gemeenten.

## Demografie
Onderstaande figuur toont het verloop van het inwonertal (bron: INSEE-tellingen).

1. ↑  Populations de référence 2022.